# Philipp Grein
Philipp Markus Grein (* 13. Oktober 1988 in Graz) ist ein österreichischer Künstler und Unternehmer.

## Leben
Nach Ableisten des Wehrersatzdienstes am Odilien-Blindeninstitut studierte Philipp Grein Architektur an der Technischen Universität Graz. 2012 trat er dem Steiermärkischen Kunstverein Werkbund bei, im Jahr darauf folgte die erste Einzelausstellung MOMENTE in Graz und die Teilnahme an der Gemeinschaftsausstellung arm macht wild in Ljubljana. 2014 fand erneut eine Einzelausstellung unter dem Motto BEFLÜGELT in der Werkbund Galerie statt. In den Folgejahren wurde Grein zu weiteren internationalen Ausstellungen geladen, unter anderem präsentierte er mehrere Werke im Rahmen der ArAnimA in Paris. Nachdem seine Werke sich immer größerer Beliebtheit erfreuten, begann Philipp Grein diese auch in den sozialen Netzwerken hochzuladen, was ihm rasch die Aufmerksamkeit der internationalen Online-Community einbrachte.
2015 gründete Philipp Grein gemeinsam mit der Grazer Musikwissenschaftlerin Lucia Laggner den Online-Weinhandel Gschickter Wein, für den Grein auch illustriert. 2017 erfolgte die Teilnahme an der deutschen Kochshow Das perfekte Dinner, die Grein gewann. Besondere mediale Aufmerksamkeit erlangte er dabei durch seinen öffentlichen Heiratsantrag. Kurz darauf veröffentlichte Philipp Grein unter dem Pseudonym MC FIPSI seinen ersten Rapsong mit dem Titel Poseidon.
Grein unterstützt mit seinen Arbeiten mehrere Tierschutzvereine in Österreich und Großbritannien.
Philipp Grein lebt mit Frau, Großmutter und zahlreichen Tieren aus dem Tierschutz in einem Haus am Stadtrand von Graz, das neben Wohnort auch als Atelier, Galerie und Weinlager dient.

## Kunst
Der Hauptfokus in Philipp Greins Arbeiten liegt auf Tiermotiven, weniger bekannt sind seine gesellschaftskritischen früheren Werke. Neben Tusche und Aquarellfarben wie bei den erfolgreicheren Werken aus der Raining Colors-Serie kommen auch Kaffee – wie beispielsweise in der Reihe Spilled Coffee – oder andere Materialien zum Einsatz. 
"My love for animals, my fascination with their behavior and their incredible beauty keep me painting watercolor illustrations of them. My art is my way of expressing how I see these amazing creatures. Sometimes with a slight sense of humor, I’m trying to show how worthy of protection they are and how important it is to respect them."
"Seine Tusche-Aquarelle zeigen meist eindrucksvolle und farbenfrohe Tierdarstellungen. Bis zu zwei Tage sitzt er an so einem Werk. Auf die akribisch genaue Vorarbeit mit dem Tuschestift folgen Wasserfarben: „Dann muss es schnell gehen“, sollen doch bestimmte Effekte durch das Verrinnen der Farbe erreicht werden."
"He experimented with a lot of materials and different colours in the past, but a focus on animal motives became more and more evident in the last two years. He combines a strict grammar of lines with an absolute chaos of wild water colour spills in his paintings."